# Felsőpeterd

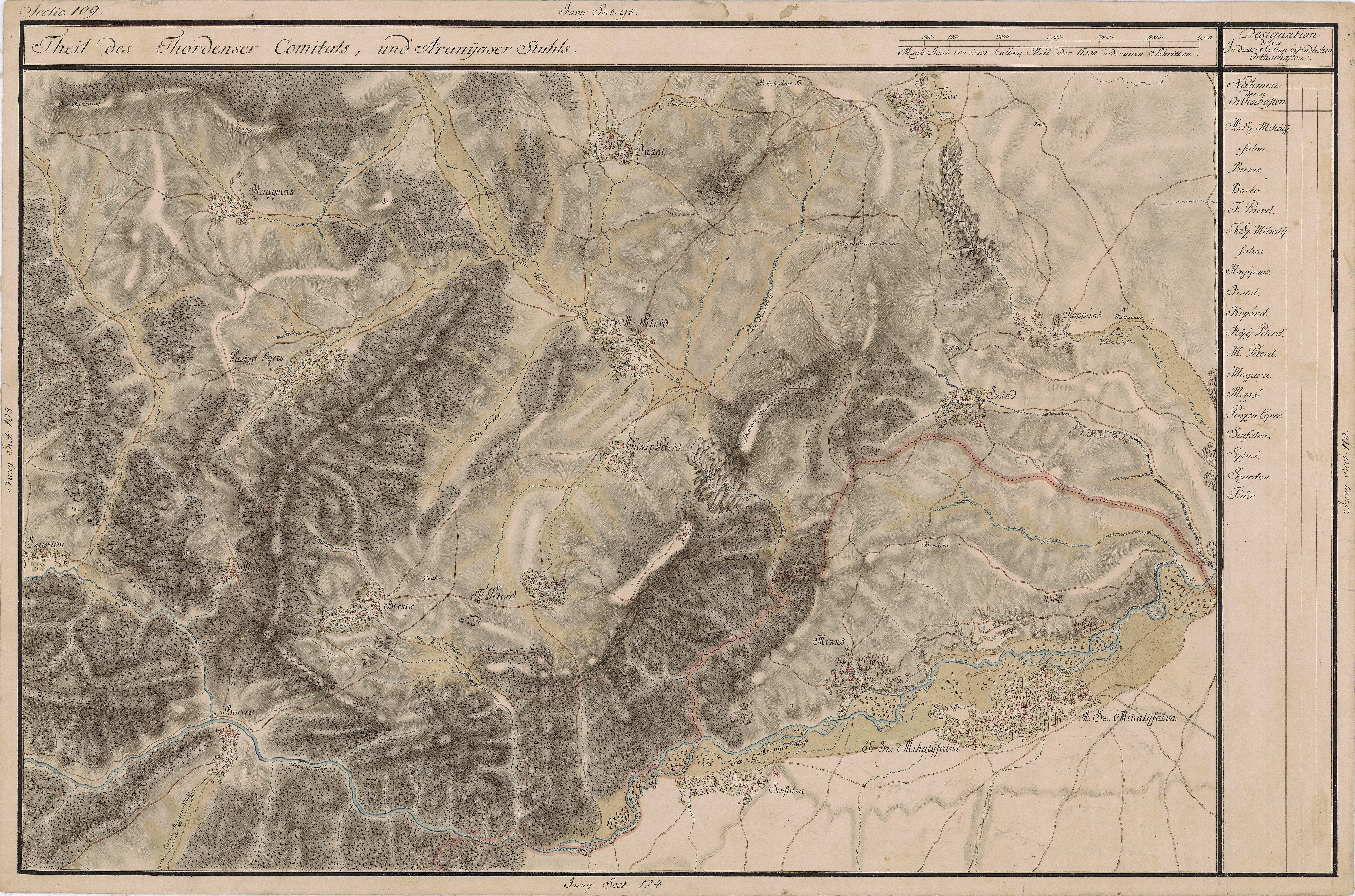
Felsőpeterd egy régi térképen

Felsőpeterd (románul: Petreștii de Sus) falu Romániában, Erdélyben, Kolozs megyében.

## Fekvése
Tordától és a Tordai-hasadéktól nyugatra, Magyarpeterdtől délre fekvő település.

## Története
Az iskola és parókia melletti telken újkőkorszaki és római kori település maradványait tárták fel. A régészeti lelőhely a romániai műemlékek jegyzékében a CJ-I-s-B-07138 sorszámon szerepel. A templomdombon a Coțofeni kultúrához tartozó halomsírt fedeztek fel (CJ-I-s-A-07139). Találtak ezeken kívül történelem előtti (CJ-I-s-A-07140), 2-3. századi (CJ-I-s-B-07141) és bronzkori (CJ-I-s-B-07142) településmaradványokat is.
Felsőpeterd, Peterd nevét 1442-ben említette először oklevél Felysepetherd–i László nevében, aki tiltotta Komjátszegi Domokost attól, hogy Komjátszegen levő birtokrészét elzálogosítsa Petherdi Istvánnak. Későbbi névváltozatai: 1486-ban Olahpetherd, 1733-ban Felső Peterd, 1808-ban Peterd (Felső-), Pet{r}idul de szusz, 1861-ben Felső-Peterd, 1888-ban Felső-Peterd, 1913-ban Felsőpeterd.
1555-ben Felseopetherd-i részbirtokát Szentgothárdi Wass János özvegye: Hosszúaszói Dorottya 100 Ft-on zálogba adta testvérénekm Hosszúaszói Gáspárnak. Hosszúaszay Mihály özvegye: Petherdy Katalin vallotta, hogy rokonai addig nem osztozhatnak meg néhai férje javain, amíg az őneki járó hitbér címén nem fizetnek fiának: Hosszúaszay Gáspárnak 66 Ft-ot. A három Petherd-en levő részbirtokai felosztására csak akkor kerülhet sor, ha megfizetik Gáspárnak azt a 200 Ft-ot, amellyel neki tartoznak. Felseopetherd-en azt a fiaitól külön kapott jobbágytelket, amelyen Keresztyén Péter és Demeter laknak fiaikkal együtt, Hosszúaszay Gáspárnak vallotta be.
A trianoni békeszerződés előtt Torda-Aranyos vármegye Tordai járásához tartozott. 1910-ben 533 lakosából 524 román, 3 magyar volt. Ebből 526 görögkatolikus volt.